# Субсистенция
Субсистенция (лат. subsistentia) — бытие субстанции. Термин ввел Гай Марий Викторин.
Термин использовался в средневековой философии Боэцием и Гильбертом Порретанским наряду с термином «субстанция». При этом они указывали на следующие различия субстанции и субсистенции: субсистенция (синоним греч. ουσίωσις) — это «то, что само не нуждается в акциденциях, чтобы существовать», а субстанция (синоним греч. ὑπόστασις) — это «то, что служит подлежащим для других акциденций, без чего они не могут существовать».